# Anthurium michelii
Anthurium michelii är en kallaväxtart som beskrevs av André Guillaumin. Anthurium michelii ingår i släktet Anthurium och familjen kallaväxter. Inga underarter finns listade.